# Gouvernement Balladur
Ve République
Gouvernement Pierre Bérégovoy Gouvernement Alain Juppé I
Le gouvernement Balladur est le gouvernement de la République française du 29 mars 1993 au 17 mai 1995. Cinquième gouvernement du second mandat du président de la République François Mitterrand, il est dirigé par Édouard Balladur dans le cadre de la « deuxième cohabitation ». Il démissionne après l'élection présidentielle d'avril-mai 1995.

## Formation

### Contexte économique
Le contexte économique qui voit la création du gouvernement Balladur est le même que celui qui a vu la chute brutale de la popularité des gouvernements Cresson et Bérégovoy : une hausse du chômage, qui dépasse les trois millions de personnes, un ralentissement de la croissance, une augmentation des déficits. La prévision annuelle de l'OCDE de juin 1993 prévoit une baisse du PIB d'1% en 1993.

### Choix des ministres
Le choix d'Edouard Balladur comme Premier ministre fut motivé par, tout d'abord, le refus implicite de Jacques Chirac d'être Premier ministre, et, ensuite, le manque de soutien politique de l'ancien président Valéry Giscard d'Estaing, dont le parti n'avait pas assez progressé aux élections législatives. Édouard Balladur était ainsi le choix naturel : deuxième homme fort de la coalition RPR/UDF, le président Mitterrand connaissait son respect pour la fonction présidentielle, ses compétences (il avait été Secrétaire général de l'Elysée sous Georges Pompidou), et son acceptation de longue date de la cohabitation.
Le choix des ministres du gouvernement se fait dans une relative harmonie entre le Président et le Premier ministre. François Mitterrand met en garde Édouard Balladur contre Pierre Méhaignerie, à qui il ne fait pas confiance, ainsi que contre Jean-François Deniau, à qui le Premier ministre voulait donner un ministère de premier plan. Balladur consulte le Président sur quelques points concernant la chancellerie, les Affaires étrangères, la Défense et la Coopération.
Edouard Balladur forme son gouvernement dans les vingt-quatre heures après sa nomination. Le laps de temps, volontairement court, avait pour objectif de trancher avec les "tractations, marchandages et conciliabules des dirigeants de la droite au printemps 1986" : le Premier ministre avait déjà noué des liens et négocié les postes avec l'UDF et le RPR depuis plus d'un an en prévision de la situation.
François Léotard est pressenti au ministère de la Défense ou au Quai d'Orsay, mais Balladur préfère nommer Alain Juppé à ce dernier poste. Léotard est donc assuré à la Défense, quand bien même Charles Pasqua convoitait ce poste depuis plusieurs mois, nouant des liens avec les armées et les services spéciaux. Charles Millon refuse l'Agriculture car il voulait le ministère de l'Éducation nationale. Jean Puech hérite donc de l'Agriculture, et François Bayrou de l’Éducation nationale, seul ministère qu'il désirait obtenir. Pierre Méhaignerie réclame le ministère de l'Économie, mais le Premier ministre le place à la Justice, écartant ainsi Simone Veil de ce poste où elle était initialement envisagée. Jacques Toubon est nommé à la Culture sur demande de Jacques Chirac, ainsi que Lucette Michaux-Chevry. Nicolas Sarkozy reçoit le ministère du Budget en même temps qu'il exerce la fonction de porte-parole du gouvernement.
Ce gouvernement restreint est donc très favorable à l'UDF et au centre, qui échoit de seize ministères sur trente, et de trois des quatre ministères d’État. Le RPR obtient toutefois les ministères clefs que sont les Affaires étrangères, l'Intérieur et le Budget.

### Féminisation du gouvernement
Le gouvernement compte trois femmes ministres : Simone Veil, Michèle Alliot-Marie et Lucette Michaux-Chevry. Simone Veil est la première femme nommée numéro 2 du gouvernement.

### Coalition des partis
Le gouvernement Édouard Balladur est soutenu par l'Union pour la France, une coalition gouvernementale de droite et centre droit, formée entre le Rassemblement pour la République (RPR) et l'Union pour la démocratie française (UDF), qui disposait de 472 députés sur 577, soit 85,1 % des sièges de l'Assemblée nationale. À la veille du premier Conseil des ministres, qui a lieu le 2 avril 1993, Édouard Balladur demande à ses ministres de ne pas prendre position sur l'élection présidentielle avant le début de l'année 1995, et manifeste son intention de présenter des listes communes aux élections européennes de 1994, afin « d'éviter l'éclatement du gouvernement ».

### Déclaration de politique générale
Le 8 avril 1993, le Premier ministre fait sa déclaration de politique générale devant l'Assemblée nationale. Il réclame de sa majorité une durée de cinq ans pour résorber les déficits publics, prenant en compte le fait que la stagnation économique de 1993 va les creuser de près de 100 milliards de francs, qui viennent s'ajouter aux 265 milliards cumulés de 1992.
Il obtient la confiance de l'Assemblée nationale par 457 voix pour, 81 contre et 2 abstentions.
| Position   | Groupe | Groupe | Groupe | Groupe | Non-inscrits | Total |
| Position   | COM    | SOC    | UDF    | RPR    | Non-inscrits | Total |
| ---------- | ------ | ------ | ------ | ------ | ------------ | ----- |
| Position   |        |        |        |        | Non-inscrits | Total |
| POUR       | 0      | 0      | 200    | 244    | 13           | 457   |
| CONTRE     | 23     | 54     | 0      | 0      | 4            | 81    |
| ABSTENTION | 0      | 0      | 0      | 0      | 2            | 2     |
| NON-VOTANT | 0      | 3      | 15     | 14     | 5            | 37    |

Le 15 décembre 1993, il obtient la confiance de l'Assemblée nationale par rapport aux négociations avec le GATT par 466 voix pour, 90 contre et 15 abstentions.
| Position   | Groupe | Groupe | Groupe | Groupe | Groupe | Non-inscrits | Total |
| Position   | COM    | SOC    | RL     | UDF    | RPR    | Non-inscrits | Total |
| ---------- | ------ | ------ | ------ | ------ | ------ | ------------ | ----- |
| Position   |        |        |        |        |        | Non-inscrits | Total |
| POUR       | 0      | 0      | 9      | 206    | 250    | 1            | 466   |
| CONTRE     | 23     | 56     | 8      | 3      | 0      | 0            | 90    |
| ABSTENTION | 0      | 0      | 4      | 5      | 5      | 1            | 15    |
| NON-VOTANT | 0      | 0      | 1      | 0      | 2      | 0            | 3     |

## Composition du gouvernement
Le Premier ministre est nommé le 29 mars 1993 et les membres du Gouvernement le 30 mars 1993. Restreint à 30 membres, il se veut représentatif des différentes composantes de la majorité, en l'absence des chefs des deux principaux partis (Jacques Chirac et Valéry Giscard d'Estaing). Le nouveau Premier ministre s'entoure de fortes personnalités, comme Simone Veil (Santé et Ville), Charles Pasqua (Intérieur et Aménagement du territoire), Pierre Méhaignerie (Justice), mais aussi de nouveaux venus, à l'image de François Bayrou (Éducation nationale), Nicolas Sarkozy (Budget), François Fillon (Enseignement supérieur et Recherche) ou encore Michel Barnier (Environnement). Faits notables, le gouvernement ne compte pas de secrétaires d'État et le ministère des Finances est scindé en deux (Edmond Alphandéry est nommé ministre de l’Économie et des Finances, Nicolas Sarkozy est nommé au ministère du Budget).

### Premier ministre
| Image            | Fonction         |  | Nom              | Parti |
| ---------------- | ---------------- |  | ---------------- | ----- |
| Édouard Balladur | Premier ministre |  | Édouard Balladur | RPR   |

### Ministres d'État
| Image              | Fonction                                                                    |  | Nom                | Parti   |
| ------------------ | --------------------------------------------------------------------------- |  | ------------------ | ------- |
| Simone Veil        | Ministre d'État, ministre des Affaires sociales, de la Santé et de la Ville |  | Simone Veil        | DVD     |
| Charles Pasqua     | Ministre d'État, ministre de l'Intérieur et de l'Aménagement du territoire  |  | Charles Pasqua     | RPR     |
| Pierre Méhaignerie | Ministre d'État, garde des Sceaux, ministre de la Justice                   |  | Pierre Méhaignerie | UDF-CDS |
| François Léotard   | Ministre d'État, ministre de la Défense                                     |  | François Léotard   | UDF-PR  |

### Ministres
| Image                 | Fonction |                                          | Nom | Parti   |
| --------------------- | --- | ---------------------------------------- | --- | ------- |
| Alain Juppé           | Ministre des Affaires étrangères                                                                                                   |                                          | Alain Juppé | RPR     |
| François Bayrou       | Ministre de l'Éducation nationale                                                                                                  |                                          | François Bayrou | UDF-CDS |
|                       | Ministre de l'Économie |                                          | Edmond Alphandéry | UDF-CDS |
| Gérard Longuet        | Ministre de l'Industrie, des Postes et télécommunications et du Commerce extérieur                                                 |                                          | Gérard Longuet (jusqu'au 14 octobre 1994)                                                                                       | UDF-PR  |
|                       | Ministre de l'Industrie, des Postes et télécommunications et du Commerce extérieur                                                 | José Rossi (à partir du 17 octobre 1994) | | UDF-PR  |
| Bernard Bosson        | Ministre de l'Équipement, des Transports et du Tourisme                                                                            |                                          | Bernard Bosson | UDF-CDS |
| Alain Madelin         | Ministre des Entreprises et du Développement économique, chargé des Petites et moyennes entreprises, du Commerce et de l'Artisanat |                                          | Alain Madelin | UDF-PR  |
|                       | Ministre du Travail, de l'Emploi et de la Formation professionnelle                                                                |                                          | Michel Giraud | RPR     |
| Jacques Toubon        | Ministre de la Culture et de la Francophonie                                                                                       |                                          | Jacques Toubon | RPR     |
| Nicolas Sarkozy       | Ministre du Budget Porte-parole du gouvernement (jusqu'au 19 janvier 1995)                                                         |                                          | Nicolas Sarkozy | RPR     |
| Jean Puech (à droite) | Ministre de l'Agriculture et de la Pêche                                                                                           |                                          | Jean Puech | UDF-PR  |
| François Fillon       | Ministre de l'Enseignement supérieur et de la Recherche                                                                            |                                          | François Fillon | RPR     |
| Michel Barnier        | Ministre de l'Environnement |                                          | Michel Barnier | RPR     |
| André Rossinot        | Ministre de la Fonction publique                                                                                                   |                                          | André Rossinot | UDF-PRV |
|                       | Ministre du Logement |                                          | Hervé de Charette | UDF-PR  |
|                       | Ministre de la Coopération |                                          | Michel Roussin (jusqu'au 12 novembre 1994)                                                                                      | RPR     |
| Bernard Debré         | Ministre de la Coopération |                                          | Bernard Debré | RPR     |
| Dominique Perben      | Ministre des Départements et Territoires d'outre-mer                                                                               |                                          | Dominique Perben | RPR     |
| Michèle Alliot-Marie  | Ministre de la Jeunesse et des Sports                                                                                              |                                          | Michèle Alliot-Marie | RPR     |
| Alain Carignon        | Ministre de la Communication |                                          | Alain Carignon (jusqu'au 19 juillet 1994)                                                                                       | RPR     |
| Nicolas Sarkozy       | Ministre de la Communication |                                          | Nicolas Sarkozy Ministre du Budget, chargé des fonctions de ministre de la Communication (Par intérim jusqu'au 19 janvier 1995) | RPR     |
| Philippe Mestre       | Ministre des Anciens combattants et Victimes de guerre                                                                             |                                          | Philippe Mestre | UDF-AD  |

### Ministres délégués
| Image                 | Fonction                                                                               | Ministre de rattachement                                                    |  | Nom                    | Parti   |
| --------------------- | -------------------------------------------------------------------------------------- | --------------------------------------------------------------------------- |  | ---------------------- | ------- |
| Pascal Clément        | Ministre délégué aux Relations avec l'Assemblée nationale                              | Premier ministre                                                            |  | Pascal Clément         | UDF-PR  |
|                       | Ministre délégué aux Relations avec le Sénat, chargé des Rapatriés                     | Premier ministre                                                            |  | Roger Romani           | RPR     |
| Philippe Douste-Blazy | Ministre délégué à la Santé Porte-parole du gouvernement (à partir du 19 janvier 1995) | Ministre d'État, ministre des Affaires sociales, de la Santé et de la Ville |  | Philippe Douste-Blazy  | UDF-CDS |
| Daniel Hoeffel        | Ministre délégué à l’Aménagement du territoire et aux Collectivités locales            | Ministre d'État, ministre de l'Intérieur et de l'Aménagement du territoire  |  | Daniel Hoeffel         | UDF-CDS |
|                       | Ministre déléguée à l'Action humanitaire et aux Droits de l'homme                      | Ministre des Affaires étrangères                                            |  | Lucette Michaux-Chevry | RPR     |
| Alain Lamassoure      | Ministre délégué aux Affaires européennes                                              | Ministre des Affaires étrangères                                            |  | Alain Lamassoure       | UDF-PR  |

## Ajustements et remaniements

### Remaniement du 19 juillet 1994
Impliqué dans l'affaire Dauphiné News, Alain Carignon annonce le 19 juillet 1994 sa démission de son poste de ministre de la Communication. Il est remplacé par intérim par Nicolas Sarkozy.

### Remaniement des 14 et du 17 octobre 1994
Impliqué dans une instruction judiciaire, Gérard Longuet démissionne le 14 octobre 1994. Il est remplacé le 17 octobre 1994 par José Rossi.

### Remaniement du 12 novembre 1994
Mis en cause dans l'affaire des fausses factures des sociétés d'HLM de la région parisienne, Michel Roussin démissionne. Il est remplacé le 12 novembre 1994 par Bernard Debré.

### Ajustement du 19 janvier 1995
Philippe Douste-Blazy remplace Nicolas Sarkozy comme porte-parole du gouvernement le 19 janvier 1995.

## Répartition partisane
| Parti                       | Parti                               | Premier ministre | Ministres d'État | Ministres | Ministres délégués | Total |  |
| --------------------------- | ----------------------------------- | ---------------- | ---------------- | --------- | ------------------ | ----- |  |
| Répartition le 30 mars 1993 | Répartition le 30 mars 1993         | 1                | 4                | 19        | 6                  | 29    |  |
|                             | Rassemblement pour la République    | 1                | 1                | 10        | 2                  | 14    |  |
|                             | UDF - Parti républicain             |                  | 1                | 4         | 2                  | 7     |  |
|                             | UDF - Centre des démocrates sociaux | 1                | 3                | 2         | 6                  |       |  |
|                             | Divers droite                       | 1                |                  |           | 1                  |       |  |
|                             | UDF - Parti radical valoisien       |                  | 1                |           | 1                  |       |  |
|                             | Union pour la démocratie française  |                  | 1                |           | 1                  |       |  |
|                             |                                     |                  |                  |           |                    |       |  |
| Répartition le 17 mai 1995  | Répartition le 17 mai 1995          | 1                | 4                | 18        | 6                  | 28    |  |
|                             | Rassemblement pour la République    | 1                | 1                | 9         | 2                  | 13    |  |
|                             | UDF - Parti républicain             |                  | 1                | 4         | 2                  | 7     |  |
|                             | UDF - Centre des démocrates sociaux | 1                | 3                | 2         | 6                  |       |  |
|                             | Divers droite                       | 1                |                  |           | 1                  |       |  |
|                             | UDF - Parti radical valoisien       |                  | 1                |           | 1                  |       |  |
|                             | Union pour la démocratie française  |                  | 1                |           | 1                  |       |  |

## Politiques menées

### Politique monétaire
Dès juin, le gouvernement affiche son objectif de faire baisser le taux d'intérêt dans le but de stimuler l'économie et les investissements, mais cela provoque un début de spéculation contre le franc, qui enfle en juillet. La Banque de France engage plus de dix milliards de dollars pour défendre sa devise.
Le ministre de l'économie Edmond Alphandéry fait voter en août 1993 une modification du statut de la Banque de France, conformément au traité de Maastricht. Elle retrouve ainsi son indépendance, qu’elle avait perdue avec sa nationalisation partielle en 1936, puis totale en 1945.

### Politique industrielle économique et sociale
Le Premier ministre utilise sa faible marge de manœuvre budgétaire pour aider, par des transferts fiscaux, les entreprises à surmonter la dépression économique. Cela gonfle la dette, qui augmente de 20% en 1993-1994.
En juillet 1993, une politique de baisse du coût du travail, à travers une réduction des cotisations sociales, est enclenchée, entraînant un manque à gagner pour la sécurité sociale. De même, concernant le financement de la caisse d'allocations familiales (CAF), les cotisations sociales familiales sont supprimées pour les salariés inférieurs à 1,1 SMIC, et réduites de moitié pour les salaires entre 1,1 et 1,2 SMIC.
Initié par le ministre du Travail, Michel Giraud, la loi quinquennale du 20 décembre 1993 instaure le Contrat d'insertion professionnelle (CIP) (surnommé par ses détracteurs « SMIC-jeunes »), un contrat professionnel qui permettait à des employeurs d'embaucher des jeunes à hauteur de 80 % du SMIC. Au cours du mois de mars 1994 de nombreuses manifestations furent organisées et notamment à l'initiative de syndicats lycéens et étudiants pour demander le retrait pur et simple du CIP. Face à cette fronde lycéenne et étudiante très importante, le gouvernement finit par céder et retirer le projet de loi, le 30 mars 1994.

### Finances publiques
Faisant face à un ralentissement de l'activité économique et donc à un creusement des déficits, le Premier ministre tente de faire des économies autant que possible. Symboliquement, il ordonne à ses ministres de faire un usage parcimonieux des avions du Groupe de liaisons aériennes ministérielles. Il lance un vaste emprunt d'Etat qui connaît un grand succès auprès des épargnants et permet, en mobilisant 110 milliards de francs (contre les 40 milliards escomptés), de soutenir l'activité économie. Cela a cependant pour conséquence un alourdissement de la dette de 25 milliards de francs.
Le Premier ministre utilise sa faible marge de manœuvre budgétaire pour aider, par des transferts fiscaux, les entreprises à surmonter la dépression économique. Cela gonfle la dette, qui augmente de 20% en 1993-1994.
Edouard Balladur souhaite modifier le financement de la Sécurité sociale. Le ticket modérateur, c'est-à-dire la part qui reste à la charge du patient, est augmentée de cinq points (passant de 25% à 30%). La CSG, que la droite combattait auparavant, passe de 1,1% à 2,4%.
Durant l'été 1993, quatre grandes réformes structurelles sont adoptées par le gouvernement. Tout d'abord, la durée de cotisation nécessaire pour obtenir sa pension à taux plein est augmentée de dix trimestres (150 à 160), soit quarante ans entiers. Aussi, les retraites sont désormais calculées sur les vingt-cinq meilleures années de cotisations, au lieu des dix meilleures. Les retraites sont indexées sur l'indice des prix à la consommation, et non plus sur l'évolution des salaires, de sorte que les retraites soient déconnectées de l'évolution de la croissance économique.
La création du Fonds de solidarité vieillesse est décidée, afin de simplifier administrative la gestion des retraites.
Durant les deux années du gouvernement Balladur, la dette publique a augmenté de dix points, passant de 39,7% du PIB à 49,4% en mars 1995.  

### Politique de l'immigration
En août, est votée la « loi Pasqua » du 24 août 1993, qui durcit les conditions d'entrée et de séjour des étrangers en France par rapport à la précédente « loi Pasqua » de 1986. Une partie de la loi est retoquée par le Conseil constitutionnel car contraire au préambule de la Constitution de 1946.

### Politique judiciaire
Le 1er février 1994, le garde des sceaux, Pierre Méhaignerie, fait voter la loi du même nom instituant la peine maximale pour les criminels d'enfants : la réclusion criminelle à perpétuité incompressible. Cette loi permet de condamner à vie les criminels pédophiles, assassins d'enfants (cf. le procès de "l'ogre des Ardennes" Michel Fourniret).

### Politique éducative et culturelle
Le 4 août 1994, le ministre de la Culture et de la Francophonie, Jacques Toubon, fait voter la Loi Toubon. Jacques Toubon souhaite la suppression dans les dictionnaires des mots anglais. Il veut « rendre à la langue de Molière ses lettres de noblesse ». Et finalement face à la polémique, cela ne se fera pas. On continue d'utiliser des mots anglais dans le langage courant. (week-end, fast food, bye bye, ok, etc.).

### Évènements et faits divers
Le 13 mai 1993, Érick Schmitt, un entrepreneur chômeur dépressif, prend des enfants en otage dans une école maternelle à Neuilly-sur-Seine, dont le maire était alors Nicolas Sarkozy (ministre du Budget dans le gouvernement d’Édouard Balladur) il a ordonné l'intervention des hommes du RAID, qui après 3 jours de prise d'otages, ont abattu le preneur d'otages. Celui-ci était muni d'explosifs lorsqu'il est entré dans l'école maternelle et a pris en otages des enfants et des enseignantes. Le maire Nicolas Sarkozy négociait en face à face avec Érick Schmitt afin qu'il libère des enfants. Et lui-même a récupéré des enfants afin de les rendre à leurs parents. Au bout de ce 3e jour, le RAID, donne l'assaut, étant assuré que le preneur d'otages ne présentait pas de danger imminent pour les enfants restants. Le RAID a pu faire évacuer le reste des enfants avant de neutraliser le preneur d'otages. Réveillé sans doute par le bruit, il a tenté de déclencher sa ceinture d'explosifs. Les hommes du RAID ont dû l'abattre. Il y eut un début de polémique sur la façon dont s'est déroulée l'intervention. Le ministre de l'Intérieur, Charles Pasqua, a soutenu les hommes du RAID.
Le gouvernement a ordonné l'assaut du GIGN lors de la prise d'otage du 24 décembre 1994 par le GIA d'un avion Air France (AF 8969) partant de l'aéroport d'Alger en destination de Paris.
Le gouvernement a ordonné l'Opération Amaryllis au Rwanda pour permettre l'évacuation sécurisée de 1 400 personnes après l'attentat contre le président Habyarimana perpétré le 6 avril 1994, puis l'Opération Turquoise le 22 juin 1994.

## Démission du gouvernement
À la suite de l'élection présidentielle qui voit Jacques Chirac l'emporter, Édouard Balladur rédige la lettre de démission de son gouvernement le 9 mai 1995, et la donne au président le 11 mai 1995. Le gouvernement expédie les affaires courantes jusqu'à la nomination du gouvernement Juppé.